# Baszszar Warda
Baszszar Warda (ur. 15 czerwca 1969 w Bagdadzie) – iracki duchowny katolicki obrządku chaldejskiego, redemptorysta, od 2010 arcybiskup Irbilu.

## Życiorys
Święcenia kapłańskie otrzymał 8 maja 1993 jako kapłan archidiecezji Bagdadu. W 1997 złożył śluby czasowe, zaś w 2001 śluby wieczyste w zakonie redemptorystów. Był wykładowcą teologii oraz rektorem seminarium duchownego, a od 2001 kierował także centrum kulturalnym Babel College w Irbilu.
25 maja 2009 Synod Kościoła chaldejskiego wybrał go na arcybiskupa Irbilu, zaś 24 maja 2010 wybór został potwierdzony przez papieża Benedykta XVI. Chirotonii biskupiej udzielił mu 3 lipca 2010 patriarcha Emanuel Karim III Delly.